# Giacomo Maria Manzoni (politico)
Giacomo Maria Manzoni (Lugo, 24 ottobre 1816 – Lugo, 30 dicembre 1889) è stato un bibliografo e politico italiano.

## Biografia
Appartenente alla nobile famiglia dei conti Manzoni, attestata a Lugo sin dal 1583, nacque da Giambattista (1762-1829) e Caterina Monti, nipote del celebre poeta neoclassicista Vincenzo. Studiò al collegio "Carlo Ludovico" di Lucca fino al 1835; si perfezionò in ebraico a Roma da monsignor Nicola Wiseman.
A Lugo fu insegnante di greco antico al Collegio Trisi, istituzione accademica locale. Fu il primo presidente della Cassa di Risparmio cittadina (1845). Nel 1846 la famiglia Manzoni acquistò una villa in località Frascata appartenente ai Bentivoglio d'Aragona.
Nel 1848 divenne membro del Consiglio dei Deputati (la Camera bassa del parlamento pontificio) e segretario del primo ministro Pellegrino Rossi; l'anno seguente fu ministro delle finanze della Repubblica Romana del 1849.
Dopo la repressione dei repubblicani fu in esilio in Grecia, Inghilterra e regno di Sardegna e solo nel 1859 poté ritornare in Romagna, dove si stabilì.
Ebbe un figlio, Luigi (1844-1905).

Manzoni fu il primo a utilizzare, nel significato poi reso famoso in ambito anglosassone da Fredson Bowers, l'espressione "bibliografia analitica", formulandone così il concetto: 
(Proemio di Studii di bibliografia analitica, pp. V-VII)
Attento e fine bibliofilo (la sua passione era cominciata negli anni lucchesi), raccolse una vasta e ricca biblioteca di venticinquemila volumi, tra cui più di quattrocento incunaboli e circa duecentoventi manoscritti. Appartenne a lui il prezioso Codice sul volo degli uccelli di Leonardo da Vinci, oggi conservato alla Biblioteca Reale di Torino. Il Manzoni ne realizzò una copia di propria mano, attualmente custodita a Lugo in una collezione privata. La sua biblioteca privata non gli sopravvisse: dopo infruttuose trattative tra il figlio Luigi e il Ministero della Pubblica istruzione, fu messa all'asta. Nel 1892 venne acquistata da un gruppo di librai antiquari per la ragguardevole somma di 920.000 lire. 

## Opere
- Studii di bibliografia analitica, Bologna, presso Gaetano Romagnoli, 1882.
- Annali tipografici dei Soncino, contenenti la descrizione e illustrazione delle stampe ebraiche, talmudiche, rabbiniche, greche, latine ed italiane eseguite dai medesimi nel secolo XV a Soncino, a Casalmaggiore, a Napoli, a Brescia e a Barco e nel secolo XVI a Fano, a Pesaro, a Ortona a mare, a Rimini, a Tessalonica e a Costantinopoli e fatte eseguire a Pesaro, ad Ancona e a Cesena, tomo II-IV, Bologna, presso Gaetano Romagnoli, 1883-1886. Opera incompiuta, di cui furono pubblicate due parti in tre tomi: 
  -  Annali tipografici dei Soncino, parte prima, nella quale si descrivono e illustrano le edizioni eseguite da Giosuè Salomone, da Mosè ben Salomo e da Gherescom e fatte eseguire da Israel Natan Soncino nel secolo XV a Soncino, a Casalmaggiore, a Napoli, a Brescia e a Barco, Tomo unico, Bologna, presso Gaetano Romagnoli, 1886.
  -  Annali tipografici dei Soncino, parte seconda, nella quale si descrivano e illustrano le edizioni eseguite da Gherscom o Girolamo Soncino nel secolo XVI a Fano, a Pesaro, a Ortona a mare e a Rimini e da lui e dal figlio Eliezer a Tessalonica e a Costantinopoli e fatte eseguire da Girolamo a Pesaro, ad Ancona e a Cesena, Tomo primo: Gherscom Soncino a Fano, a Pesaro e a Ortona a mare dal 1502-1520, Bologna, presso Gaetano Romagnoli, 1883.
  -  Annali tipografici dei Soncino, parte seconda, nella quale si descrivono e illustrano le edizioni eseguite da Gherschom o Girolamo Soncino nel secolo XVI a Fano, a Pesaro, a Ortona a mare e a Rimini e da lui e dal figlio Eliezer e dal nipote Mosè a Tessalonica e a Costantinopoli e fatte eseguire da Girolamo a Pesaro, ad Ancona e a Cesena, Tomo secondo: Gherschom stampa a Rimini dal 1520 al 1527 e in quell'anno fa stampare a Cesena. Va poscia in Oriente e col figlio Eliezer stampa a Tessalonica e a Costantinopoli sino al 1534. Ultima edizione di Eliezer del 1547, Bologna, presso Gaetano Romagnoli, 1885.